# عبير النهار
عبير محمود مبارك النهار، ولدت في (13 فبراير1992) لاعبة بمركز الهجوم بالمنتخب الوطنى وفريق نادي عمان.

## مسيرتها في النوادي
في مايو من عام 2015 لعبت النهار لنادي عمان وكانت سببا في فوز الفريق ( 5-3 ) على منافسيه نادي شباب الأردن الذي حصل على لقب دوري الأردن لكرة القدم للسيدات.

## مسيرتها الدولية
عندما كانت في الخامسة عشر من العمر أُدرجت النهار في تشكيلة المنتخب الوطني الأردني الذي خسر( 13-0 ) من اليابان في دورة الألعاب الآسيوية 2006 في الدوحة.
في عام 2011 كانت النهار ووالدها من النقاد الصريحين لحظر الفيفا للحجاب، بعد ذلك بعامين أحرزت ستة أهداف حيث فازت الأردن على الكويت 21-0 في عام 2014 في تصفيات كأس آسيا للسيدات.
خلال بطولة غرب آسيا لكرة القدم للسيدات لعام 2014، حققت النهار للأردن أربعة أهداف في الفوز 7-0 على قطر، وانتهت كهداف للبطولة.

## روابط خارجية
- عبير النهار على موقع Soccerway.com (الإنجليزية)